# Гай Юлий Александър Беренициан
Гай Юлий Александър Беренициан (на латински: Gaius Julius Alexander Berenicianus, на гръцки: ο Γαίος Ιούλιος Αλέξανδρος Βερενικιανός; * 75; † 150 г.) e принц на Киликия.

## Биография
Той е второроденият син на Гай Юлий Александър от династията Иродиади, праправнук на Ирод Велики. Майка му е царица Юлия Йотапа (* 45) е на Cetis, дъщеря на Антиох IV Комагенски. Неговият по-стар брат е Гай Юлий Агрипа, а сестра му е Юлия, която се омъжва за Гай Юлий Квадрат Бас (суфектконсул 105 г.).
Беренициан е роден в Cetis, малка държава в Киликия, клиент на Римската империя. Родителите му се женят през 58 г. в Рим и император Нерон ги оставя да царуват на тази територия.
През 94 г. Беренициан и Агрипа са приети в Римския Сенат. През 116 г. той е суфектконсул заедно с Луций Стаций Аквилия. Между 132 – 133 г. той е проконсул на провинция Азия.
Беренициан се жени за Касия Лепида (* 80 г.), дъщеря на Касий Лепид (* 55 г.), по бащина линия внучка на Гней Домиций Корбулон и Юния Лепида. Двамата имат дъщеря Юлия Касия Александрия, (* 105 г.), която се омъжва за Гай Авидий Хелиодор (* 100 г.) и има син Авидий Касий (* 130 г., узурпатор през 175 г.).